# Umwelt-DNA
Umwelt-DNA (englisch environmental DNA, kurz eDNA) bezeichnet freie DNA in der Umwelt. Sie wird in geringen Mengen von Organismen in die Umwelt abgegeben.

## Eigenschaften
Umwelt-DNA wird dazu verwendet, das aktuelle oder frühere Vorhandensein von bestimmten Arten an bestimmten Orten nachzuweisen (Erstnachweis und Biomonitoring) und so auch Rückschlüsse auf die Biodiversität sowie deren Veränderung zu ziehen. Das Monitoring ganzer Lebensräume mittels Umwelt-DNA, um den Artenbestand festzustellen, wird auch Metabarcoding genannt. Solche Untersuchungen sind von besonderer Bedeutung bei der Untersuchung von Prokaryoten, da sehr viele in der natürlichen Umwelt vorkommende Arten sich nicht auf künstlichen Nährmedien kultivieren lassen und so bei klassischen mikrobiologischen Arbeitsmethoden unentdeckt bleiben.
Quellen von eDNA können alle Ausscheidungen von Lebewesen sein, etwa Urin, Kot oder Körperzellen. Umwelt-DNA wird vor allem aus Wasser gewonnen, kann aber aus dem Boden oder Sediment stammen.
Die Art wird durch Sequenzierung der gewonnenen DNA bestimmt, beispielsweise durch DNA-Sequenzierung der zweiten Generation und/oder DNA-Barcoding. Oftmals wird hierfür die mitochondriale DNA (mtDNA) aufgrund ihres quantitativ deutlich größeren Vorkommens in den Proben verwendet. Dazu muss natürlich die mtDNA-Sequenz der zu bestimmenden Art bekannt sein, was heute aber bei vielen Arten der Fall ist.
Je nach der zu Grunde liegenden Fragestellung werden unterschiedliche Untersuchungsmethoden herangezogen, wie artspezifisches Vorhandensein, Häufigkeit des Vorhandenseins und artübergreifendes Vorhandensein.

## Vorteile und Nachteile
Beim Artenmonitoring identifiziert man verschiedene Spezies traditionell anhand ihrer physischen Merkmale. Ein Beispiel hierfür ist die Vogelbeobachtung und -zählung. Diese Verfahren haben aber unter anderem bei der Bestimmung von nah verwandten Arten Nachteile und greifen zum Teil auch in das Ökosystem der zu bestimmenden Art ein. Ein Vorteil der eDNA-Analyse im Vergleich mit traditionellen Methoden wie das visuelle oder akustische Suchen von Arten besteht etwa bei der Analyse von Wasserproben darin, dass schon kleine Mengen nicht-invasiv gewonnenen Wassers (15 ml) ausreichen können, um in Stillgewässern mehrere Arten nachzuweisen. Dem ist manchmal tage- oder wochenlanges invasives, visuelles Suchen gegenübergestellt. Weiterhin ist eine präzise Bestimmung der Art möglich, was beispielsweise bei einigen Wasserfröschen morphologisch oder akustisch allein nicht möglich wäre. Auch bei Wölfen kann die Methode eine klare Identifikation der Art  ermöglichen, wo eine einfache Sichtung nicht immer die Verwechslung mit Hunden ausschließt.
Der Nachweis artspezifischer DNA kann helfen, Bestände scheuer oder schwer zu beobachtender Tiere nachzuweisen, so im Fall des Auerhuhns. Hierbei wird nicht nur Arbeitsaufwand reduziert, auch ein potentieller Stress für die Tiere durch Beobachter wird vermieden.
Ein Problem bei der Bestimmung von Arten mittels Umwelt-DNA ist das Vorliegen von DNA vieler verschiedener Arten und die potentielle Kontamination der Proben und die dadurch gegebene Möglichkeit von falsch-positiven Ergebnissen. Eine Kontamination kann sowohl beim Sammeln der Probe als auch im Labor geschehen. In Laboren befinden sich durch die vielfache Amplifikation von genetischem Material Milliarden Kopien von DNA oder DNA-Fragmenten, die leicht in eine andere Probe gelangen können. Auch besitzt das Sammeln der eDNA-Proben eine geringe Reproduzierbarkeit. Fehler können zudem bei der Sequenzierung der DNA auftreten.

## Nachweisgrenze
Bei Experimenten mit Amphibien fanden Forscher heraus, dass die eDNA-Konzentration, wenn die Tiere in Mesokosmen eingesetzt wurden, kontinuierlich anstieg und nach wenigen Tagen im messbaren Bereich war. In Gewässern baut sich eDNA relativ schnell wieder ab; sie ist etwa ein bis zwei Wochen nach Entfernen der Art noch nachweisbar. In Sediment kann eDNA deutlich länger nachgewiesen werden. Umwelt-DNA ist somit zum Nachweisen von Arten, die nur kurz an einem bestimmten Ort waren, eher ungeeignet.